# Дуальная система управления государством

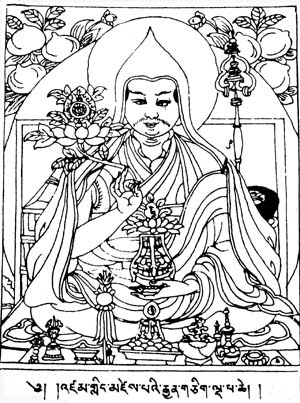
Пятый Далай-лама внедрил традиционную Cho-sid-nyi (дуальную систему правления) в Тибете.

Дуальная система правления или Чой-сид-ньи (тиб. ཆོས་སྲིད་གཉིས་, Вайли chos-srid-gnyis; альтернативные транскрипции — Chhos-srid-gnyis, Chhoe-sid-nyi, Cho-sid-nyi и Chos-sid-nyi) является традиционной диархической политической системой тибетцев, отличающаяся от других политических систем тем, что Дези (светский правитель) сосуществует с духовным правителем, обычно объединённые под третьим единым правителем. Фактическое распределение власти между институтами менялось с течением времени и местности. Chos-srid-gnyis буквально означает «и дхармическое, и светское», но и может быть переведено как «двуединство религии и политики».
Поскольку в конечном итоге правитель является покровителем и защитником государственной религии, некоторые аспекты двойной системы правления можно сравнить с Верховным правителем Церкви Англии или даже с теократией. Однако другие аспекты напоминают секуляризм, направленный на разделение доктрины религии и политики. В Cho-sid-nyi обе ветви власти (религиозные и светские органы) обладают фактической политической властью, хотя и в рамках официально отдельных учреждений. Религиозные и светские чиновники могут работать бок о бок, но относятся к разным бюрократиям .

## История

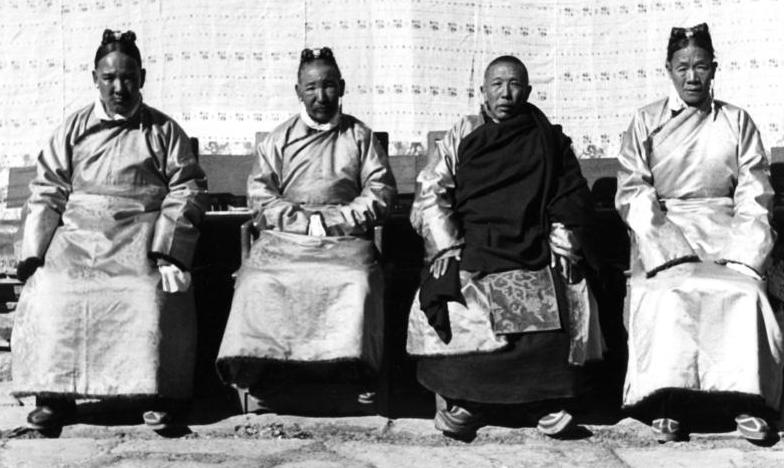
Тибетский кашаг в 1938-39. С 1751 на 1951 Кашаг исполнял обязанности Дези в Cho-sid-nyi (дуальной системе правления) Тибета

Как минимум, со времён монгольского присутствия в Тибете в течение XIII и XIV веков, буддистские и бонские священники принимали участие в светской власти с теми же правами, что и миряне, назначались на официальные должности, как военные, так и гражданские. Эта система резко контрастировала с китайской, в которой возобладали буддийский взгляд на политику как на бессмысленное дело и конфуцианская монополия на бюрократию, что исключило политическую активность со стороны сангхи. Во времена Империи Мин (основана в 1368) адепты школы сакья занимали должности над обеими ветвями власти. В результате, существовало два набора законов и должностных лиц, религиозный (тиб. ལྷ་སདེ་, Вайли lha-sde) и светский (тиб. མི་སྡེ་, Вайли mi-sde), однако обе ветви власти управляли совместно и не действовали независимо друг от друга. Эта система часто функционировала под монгольским и китайским господством с соответствующим императором над местной тибетской администрацией.
В Тибете дуальная форма управления государством (Cho-sid-nyi) действовала с 1642 по 1951 год. Такая система управления была создана в период консолидации страны под руководством Пятого Далай-ламы (1642—1682 гг.), который объединил Тибет религиозно и политически после продолжительной гражданской войны. Он ввёл управление Тибетом под контроль школы Гелугпа тибетского буддизма после победы над соперниками из школ Кагью и Джонанг, а также над светским правителем князем Цангпа (англ. Tsangpa). Тибетская модель управления стремилась произвести синтез дополнительных компонентов к светским нормам: Дхарма (тиб. ཆོས་ལུགས་, Вайли chos-lugs) и Сансара (тиб. འཇིག་རྟེན་, Вайли 'jig-rten). Одним из базовых предположений этой системы является то, что светский правитель нуждается в религии для своей легитимности, в то время как институт государственной религии нуждается в покровительстве и защите со стороны политической элиты.
В 1751 году Седьмой Далай-лама упразднил должность Дези (регента), в руках которого было сосредоточено слишком много власти. Должность Дези была заменена Кашагом (Советом), который представлял собой гражданскую администрацию. Таким образом, Далай-лама стал духовным и политическим лидером Тибета.

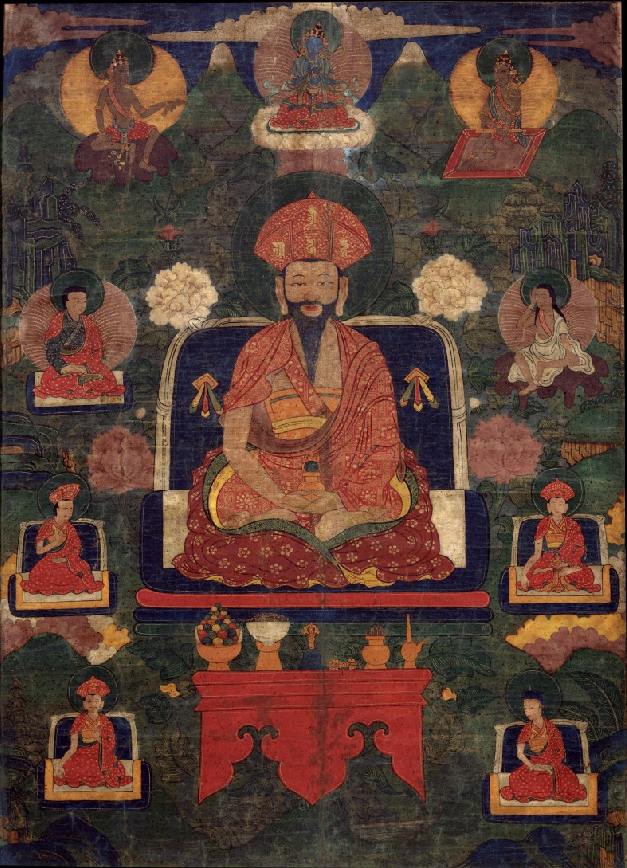
Шабдрунг Нгаванг Намгьял ввёл в Бутане тибетскую дуальную систему правления

В Бутане Cho-sid-nyi был введён Шабдрунг Нгаванг Намгьяломом в XVII веке под названием Ца-йиг. Сбежав из Тибета от преследований за сектантство, Нгаванг Намгьял установил Друкпа Кагью в качестве государственной религии в Бутане. В этой системе управления органы государственной власти были разделены между религиозной ветвью во главе с Дже Кхемпо в Друкпа Кагью и гражданской администрацией во главе с Друк Деси. И Дже Кхемпо, и Друк Деси находились под номинальной властью Шабдрунга, который являлся реинкарнацией Нгаванг Намгьяла. После смерти Шабдрунг Нгаванг Намгьяла, Бутан номинально следовал дуальной системе правления. На практике Шабдрунг часто был ребёнком под контролем Друк Деси, и региональные Пенлопы (губернаторы) часто управляли своими районами, не повинуясь Друк Деси, что продолжалось до возникновения единой монархии в начале XX века.
В Ладакхе и Сиккиме периоды правления абсолютных монархий двух связанных династий Чогьял перемежались периодами вторжения и колонизации со стороны Тибета, Бутана, Индии, Непала, Пакистана и Британской империи. Основой монархии Чогьялов как в Ладакхе, так и Сиккиме было признание Тремя ламами, и титул Чогьял (тиб. ཆོས་རྒྱལ་, Вайли chos-rgyal, «Дхарма Раджа» или «Религиозный король») по своему наименованию относится к двойной системе правления. Династия Намгьял из Ладакха (англ. Namgyal dynasty of Ladakh) правила с 1470 до 1834 года. Автономия тибетской элиты в Ладакхе, а также их система правления, закончилась с походами генерала Зоравар Сингх Кахлуриа (англ. Zorawar Singh Kahluria) и раджпутским сюзеренитетом. Ладакх стал союзной территорией в составе Индии. Династия Намгьял правила в Сиккиме с 1542 до 1975 года, когда королевство во время плебисцита проголосовало за присоединение к Индии.

## Современные системы

### Королевство Бутан

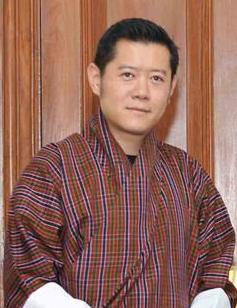
Король Бутана Джигме Кхесар Намгьял Вангчук является воплощением Cho-sid-nyi в соответствии с Конституцией Бутана

Единственным современным суверенным государством, в котором воплощена система правления Cho-sid-nyi, является Бутан, хотя эта система воплощена в очень изменённом виде. В 1907 году в рамках усилий по реформированию нефункционирующей политической системы, пенлопы (губернаторы) регионов Бутана создали монархическую систему во главе с пенлопом Тонгсы Угьеном Вангчуком, который был провозглашён наследственным королём при поддержке Великобритании и против воли Тибета. С момента создания династии Вангчук в 1907 году, обязанности Друк Деси осуществляет царствующий Король Бутана. В период монархии влияние Дже Кхемпо уменьшилось. Однако его позиция остаётся достаточно сильной и Дже Кхемпо обычно рассматривается как ближайший и самый влиятельный советник Короля Бутана.
Конституция Бутана, принятая в 2008 году, подтверждает приверженность Бутана системе Cho-sid-nyi. Однако титул «Друк Деси» не упомянут в Конституции и все административные полномочия возложены на Короля Бутана и государственные учреждения. Кроме того, Король Бутана назначает Дже Кхемпо по совету пяти Лопонов (англ. Lopons) из Комиссии по монастырским делам, а сама Конституция является высшим законом страны, в отличие от фигуры Шабдрунга, о котором в Конституции не упомянуто.

### Правительство Тибета в изгнании
Парламент Центральной тибетской администрации состоит из 43-46 членов, включая 10 религиозных делегатов (по 2 члена от каждой из четырёх школ Тибетского буддизма и от традиционной религии Бон). Кроме мест, зарезервированных для религиозных представителей, официальные должности, как правило, тоже открыты для священнослужителей: буддистский монах Лобсанг Тензин с 1991 по 2001 годы был Председателем Ассамблеи тибетских народных депутатов, а с 2001 по 2011 годы — Премьер-министром Центральной тибетской администрации (англ. Sikyong). Далай-лама возглавлял Правительство Тибета в изгнании с момента создания до 2011 года.